# 986 (szám)
A 986 (római számmal: CMLXXXVI) egy természetes szám, szfenikus szám, a 2, a 17 és a 29 szorzata.

## A szám a matematikában
A tízes számrendszerbeli 986-os a kettes számrendszerben 1111011010, a nyolcas számrendszerben 1732, a tizenhatos számrendszerben 3DA alakban írható fel.
A 986 páros szám, összetett szám, azon belül szfenikus szám, kanonikus alakban a 21 · 171 · 291 szorzattal, normálalakban a 9,86 · 102 szorzattal írható fel. Nyolc osztója van a természetes számok halmazán, ezek növekvő sorrendben: 1, 2, 17, 29, 34, 58, 493 és 986.
A 986 négyzete 972 196, köbe 958 585 256, négyzetgyöke 31,40064, köbgyöke 9,95311, reciproka 0,0010142. A 986 egység sugarú kör kerülete 6195,22071 egység, területe 3 054 243,811 területegység; a 986 egység sugarú gömb térfogata 4 015 312 530,8 térfogategység.